# اتحادیه کارکنان حرفه‌ای سوئد

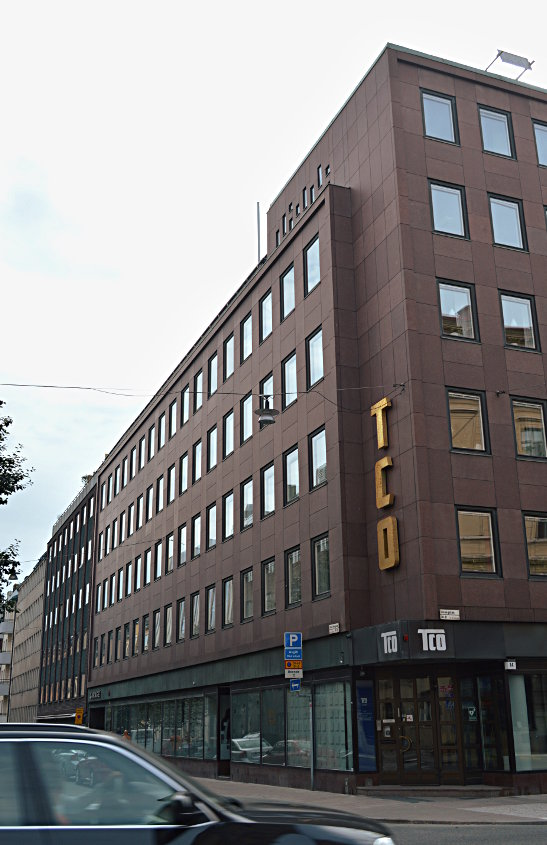
دفتر مرکزی اتحادیه کارکنان حرفه‌ای سوئد، لینگاتین، استکهلم.

اتحادیه کارکنان حرفه‌ای سوئد (سوئدی: Tjänstemännens Centralorganisation) مرکز ملی سندیکایی در سوئد است. این اتحادیه، چتر ۱۳ سندیکا کارگری و کارکنان حرفه‌ای سوئد را در برمی‌گیرد و همچنین سایر کارمندان استخدامی در هر دو بخش خصوصی و دولتی را سازماندهی می‌کند. اتحادیه‌های کارگری وابسته به بخش دولتی سوئد حدود ۱/۱ میلیون کارمند را نمایندگی می‌کنند. در سال ۲۰۱۸، اتحادیه‌های وابسته به اتحادیه کارکنان حرفه‌ای سوئد (TCO) ۳۷ درصد از اعضای فعال اتحادیه‌های کارگری در سوئد را تشکیل می‌دادند (در مقایسه با ۱۷ درصد درسال۱۹۵۰)، این سندیکا اتحادیه را به دومین کنفدراسیون بزرگ در بین سه کنفدراسیون بزرگ سوئد تبدیل کرده است. اتحادیه‌های سوئد با ۵۵۱۰۰۰ عضو فعال در سال ۲۰۱۸، یک اتحادیه مستقل است و به هیچ حزب سیاسی در سوئد وابسته نیست. اتحادیه کارکنان حرفه‌ای سوئد وابسته به کنفدراسیون اتحادیه‌های کارگری اروپا و یورو کاردز است.

## تاریخچه
اتحادیه کارکنان حرفه‌ای سوئد محصول دو کنفدراسیون است که در سال ۱۹۴۴ادغام شدند. سازمان قدیمی کنفدراسیون کارمندان (زبان سوئدی: De Anställdas Centralorganisation - DACO) بود که در سال ۱۹۳۱ توسط هفت اتحادیه بخش خصوصی یقه سفیدها که نماینده ۲۰۰۰۰۰ کارگر بود، تأسیس شد. دومین سازمان، کنفدراسیون کارمندان حرفه‌ای سوئدی (زبان سوئدی: Tjänstemännens Centralorganisation TCO) بود که در ژانویه ۱۹۳۷ توسط هشت اتحادیه بخش دولتی به نمایندگی از ۳۸۰۰۰ کارگر ادغام شده تأسیس شد. در سال ۱۹۴۴، نام TCO را برخود گذاشت و ۴۰ اتحادیه کارگری را گرد هم آورد که ۱۸۰۰۰ نفر بودند.

## موسسات وابسته و عضویت
تراکم اتحادیه‌ها در سوئد در سطح بالاترین سطوح در جهان بوده است و در اواسط دهه ۱۹۸۰ در اوج خود به حدود ۸۵ درصد رسید، اما در ۲۰۱۵ به‌طور کلی، کاهش تراکم در اتحادیه‌ها به میزان ۷۰ درصد در سوئد سریعتر بود و کارگران یقه‌آبی در میان کارگران یقه سفید رشد کندتری (پایه عضویت TCO) داشتند. اما بین سال‌های ۱۹۹۰ و ۲۰۱۵، نرخ تشکل‌های کارگران یقه‌سفید از ۸۰٫۵ درصد به ۷۲ درصد کاهش یافت، ولی برای کارگران یقه آبی، این کاهش از ۸۲ درصد به ۶۳ درصد رسید.